# Гетто в Напрасновке
Гетто в Напра́сновке (конец июля 1941 — 22 марта 1942) — еврейское гетто, место принудительного переселения евреев деревни Напрасновка Горецкого района Могилёвской области и близлежащих населённых пунктов в процессе преследования и уничтожения евреев во время оккупации территории Белоруссии войсками нацистской Германии в период Второй мировой войны.

## Оккупация Напрасновки и создание гетто
Деревня Напрасновка (Напрасники) была захвачена немецкими войсками 12 июля 1941 года, и оккупация продлилась до 2 декабря 1943 года. В это время в деревне жили 137 человек, большинство из которых составляли евреи.

## Организация гетто
В конце июля 1941 года немцы, реализуя нацистскую программу уничтожения евреев, организовали в деревне гетто. Евреям было приказано нашить желтые звезды на своей одежде, никуда не выходить за пределы деревни и использовали на принудительных работах. Гетто не охранялось, но почти еженедельно из деревни Маслаки, где находился полицейский отряд, гетто проверяли полицаи.

## Расстрел узников гетто
22 марта 1942 года нацисты ликвидировали гетто, убив последних ещё живых узников.
Одна часть немцев окружила деревню, другая обошла дома, выгоняя всех евреев на улицу. Обречённых людей согнали в два дома и жестоко избивали, требуя откупа золотом. Продержали до обеда, затем снова вывели на улицу, построили в колонну, и под охраной автоматчиков погнали к лесу в 200 метрах западнее деревни. Молодых и сильных евреев вели, заковав в цепи. Некоторые в колонне теряли сознание от ужаса и падали. У места расстрела немцы приказывали евреям выходить по несколько человек и становиться лицом к яме. Если у кого-то была хорошая одежда, её сначала снимали, а затем расстреливали. Детей в яму бросали живыми. Многие падали в яму сами, их добивали сверху.
Расследованием ЧГК было установлено, что в Напрасновке имеются 8 ям, где зарыты расстрелянные 22 марта 1942 года 250 евреев.

## Случаи спасения
Когда колонну гнали на расстрел через лес, парень 20-ти лет по фамилии Стамблер сбежал, а потом воевал в партизанах. Попытался убежать и мальчик 8 лет, но его сразу застрелили. Удалось спрятаться молодой женщине с двумя детьми в доме под полом, но её выдал местный староста.

## Память
Всего в Напрасновке были убиты более 300 евреев.
В 1958 году из-за прокладки новой дороги останки евреев Напрасновки перезахоронили. Поэтому в 1968 году памятник на их братской могиле был установлен не на месте расстрела, а невдалеке, в километре на запад от деревни.
Опубликованы неполные списки жертвы геноцида евреев в Напрасновке, и они же выбиты на мемориальных плитах у памятника «Скорбящая мать» в Горках.

## Комментарии
1. ↑  В русском языке за служащими коллаборационистских полицейских органов закрепилось разговорное уничижительное название полица́й (во множественном числе — полица́и).